# Acanthoceras
Acanthoceras je rod vyhynulých amonitů z čeledi Acanthoceratidae. Jeho příslušníci jsou typičtí širokodiskovitou schránkou. Acanthoceras patří k významným zkamenělinám z období svrchní křídy.

## Zástupci
- Acanthoceras athabascense (Warren and Stelck, 1955)
- Acanthoceras chasca (Benavides-Caceres, 1956)
- Acanthoceras compitalis (Stoyanow, 1949)
- Acanthoceras folleatum (White, 1887)
- Acanthoceras joserita (Stoyanow, 1949)
- Acanthoceras jukesbrownei (Spath, 1926)
- Acanthoceras offarcinatum (White, 1887)
- Acanthoceras pollocense (Benavides-Caceres, 1956)
- Acanthoceras rhotomagensis (Brongniart, 1822)
- Acanthoceras sangalense (Benavides-Caceres, 1956)
- Acanthoceras seitzi (Riedel, 1932)
- Acanthoceras wintoni (Adkins, 1928)